# Oscar Rabin
Pour les articles homonymes, voir Rabin (homonymie).
Oscar Iakovlevitch Rabin (en russe : Оскар Яковлевич Рабин), né le 2 janvier 1928 à Moscou (URSS) et mort le 7 novembre 2018 à Florence, est un peintre soviétique puis français et enfin russe.
Il est l'un des fondateurs d'un groupe de l'art informel Lianozovo.

## Biographie
De 1946 à 1948, Oscar Rabin étudie à l'Académie des Arts de Riga. En 1948-1949, il étudie à l'Institut d'art Vassili Sourikov de Moscou d'où il fut expulsé pour formalisme.
À la fin des années 1950, avec sa femme peintre Valentina Kropiwnicki, il devint le fondateur du groupe d'art informel Lianozovo.
Au printemps de 1974, Rabin est l'initiateur et l'un des principaux organisateurs de l'exposition d'œuvres d'artistes non-conformistes à Belyayevo, l'Exposition Bulldozer.
En 1978, durant un voyage en France il se voit refuser la citoyenneté soviétique par un décret spécial du Præsidium du Soviet suprême de l'URSS.
En 1985, il acquiert la nationalité française. En 1990, la Pérestroïka rétablit son droit à la citoyenneté russe. En 2006, l'ambassadeur russe de France lui restitue son passeport russe,.
En 2007, il expose ses œuvres au musée Pouchkine.
Il est inhumé aux côtés de son père au cimetière du Père-Lachaise (division 59).

### Famille
Oscar Rabin a épousé l'artiste peintre Valentina Kropiwnicki (1924-2008) avec qui il a eu deux enfants :
- Alexandre Rabin (1952-1994) - peintre, fils ;
- Kropiwnicki, Catherine (1949) - fille.

## Collections
Ses œuvres sont dans les collections :
- Galerie nationale Tretiakov, Moscou
- Musée d'État russe, Saint-Pétersbourg
- Musée d'Art Moderne de Moscou, Moscou
- Musée d'Art contemporain ART4.RU, Moscou
- Musée Art Autres, Moscou
- Art Foundation Kolodzei, Highland Park (New Jersey, États-Unis)
- Zimmerli Art Museum, université Rutgers (New Brunswick (New Jersey)), États-Unis
- Fondation du Musée Maillol, Dina Verny, Paris, France
- Collection Glezer Alexander, Moscou
- Collection de Nutovicha Eugene, Moscou
- Collection de Vladimir et de Semenikhina Catherine, Moscou
- Collection de Bar-Gera, Cologne, Allemagne

## Expositions personnelles
- 2017 - Galerie ARTBIBLIO,   Paris
- 2008 - Moscou
- 2007 - Moscou
- 1993 - Saint-Pétersbourg
- 1991 - Moscou
- 1984 - Jersey City, États-Unis
- 1965 - Londres